# 횡성 만세운동
횡성 만세운동은 3월 27일, 4월 1일과 4월 2일 3차에 걸쳐 강원도 횡성군 횡성읍내 장터에서 일어난 만세 운동이다. 강원도내 최초이자, 최대의 만세운동이다.

## 개요
횡성천도교회 이채일과 이동구에 의하여 독립선언서가 전해졌고, 최종하, 신재근, 장동훈이 독립선언서와 태극기를 배부하였다.
1919년 3월 27일 수 백명의 군민이 읍내 장터에 모여 태극기를 앞세우고 만세 운동을 전개하여 8명이 현장에서 체포되었다. 4월 1일에는 군민 1,300여명이 운집하여 태극기의 물결을 이루었고, 이어 2일까지 200여명이 일본 헌병분견소에 모여 대한민국의 독립과 체포자 석방을 요구하며 격렬한 시위를 전개하였다. 이어 4월 12일까지 각 면마다 거센 만세운동을 펼치던 중 하영현, 강달희, 전한국, 강성순 의사는 현장에서, 강만형 의사는 옥중에서 순국하였다.